# Tom Kennedy
Tom Kennedy (21 august 1960 i St. Louis, Missouri) er en amerikansk bassist.
Kennedy havde allerede som 18 årig spillet med Dizzy Gillespie, Freddie Hubbard, Stan Kenton, Sonny Stitt, Eddie Harris,  Peter Erskine og Bill Watrous etc.
Kennedy der både spiller kontrabas og elbas, spillede op gennem 1980´erne med bl.a. Dave Weckl, Randy Brecker, Don Grolnick, Benny Green og Al Di Meola.

## Diskografi
- Basses Loaded
- I´ll Remember April